# VAM Drilling
 (décembre 2015).
Si vous disposez d'ouvrages ou d'articles de référence ou si vous connaissez des sites web de qualité traitant du thème abordé ici, merci de compléter l'article en donnant les références utiles à sa vérifiabilité et en les liant à la section « Notes et références ».
VAM Drilling est un producteur de tiges de forage et produits de forage associés. VAM Drilling fait partie de la division Pétrole & Gaz du groupe Vallourec.
VAM Drilling produit une gamme complète de produits tubulaires et accessoires. De la plate-forme du rig à la BHA, les produits peuvent être trouvés dans une variété de nuances d'acier avec le standard API ou des connexions propres. Avec des usines en France, en Hollande et aux États-Unis, VAM Drilling fournit des produits de forage en Europe, Amérique du Nord et du Sud, Asie et Pacifique, Afrique et Moyen-Orient.
VAM Drilling bénéficie du centre de recherche du groupe Vallourec qui est spécialisé de la conception de l'acier à l'assemblage final du produit.

## Historique
VAM Drilling est une société consolidée qui résulte de la combinaison de V&M Tubes Drill Pipe Division, OMSCO, Inc. (maintenant appelé VAM Drilling USA, Inc.), SMF-International (maintenant VAM Drilling France), DPAL FZCO (maintenant VAM Drilling Middle East FZE) situé à Dubaï, Protools (maintenant VAM Drilling Protools Oil Equipment Manufacturing LLC) à Abou Dabi, et V&M do Brasil S.A.
- 1899 : Création de Vallourec. Le groupe Vallourec a une expérience de plus de vingt ans dans la fabrication de tiges de forage.

- 2005 : Le groupe Vallourec acquiert OMSCO en octobre.

- 2006 : Le groupe Vallourec acquiert SMF-International et crée la société VAM Drilling.
- 2017 : VAM Drilling est revendu à son principal concurrent NOV.

## Produits
VAM Drilling fabrique des produits tubulaires et des tiges de forage :

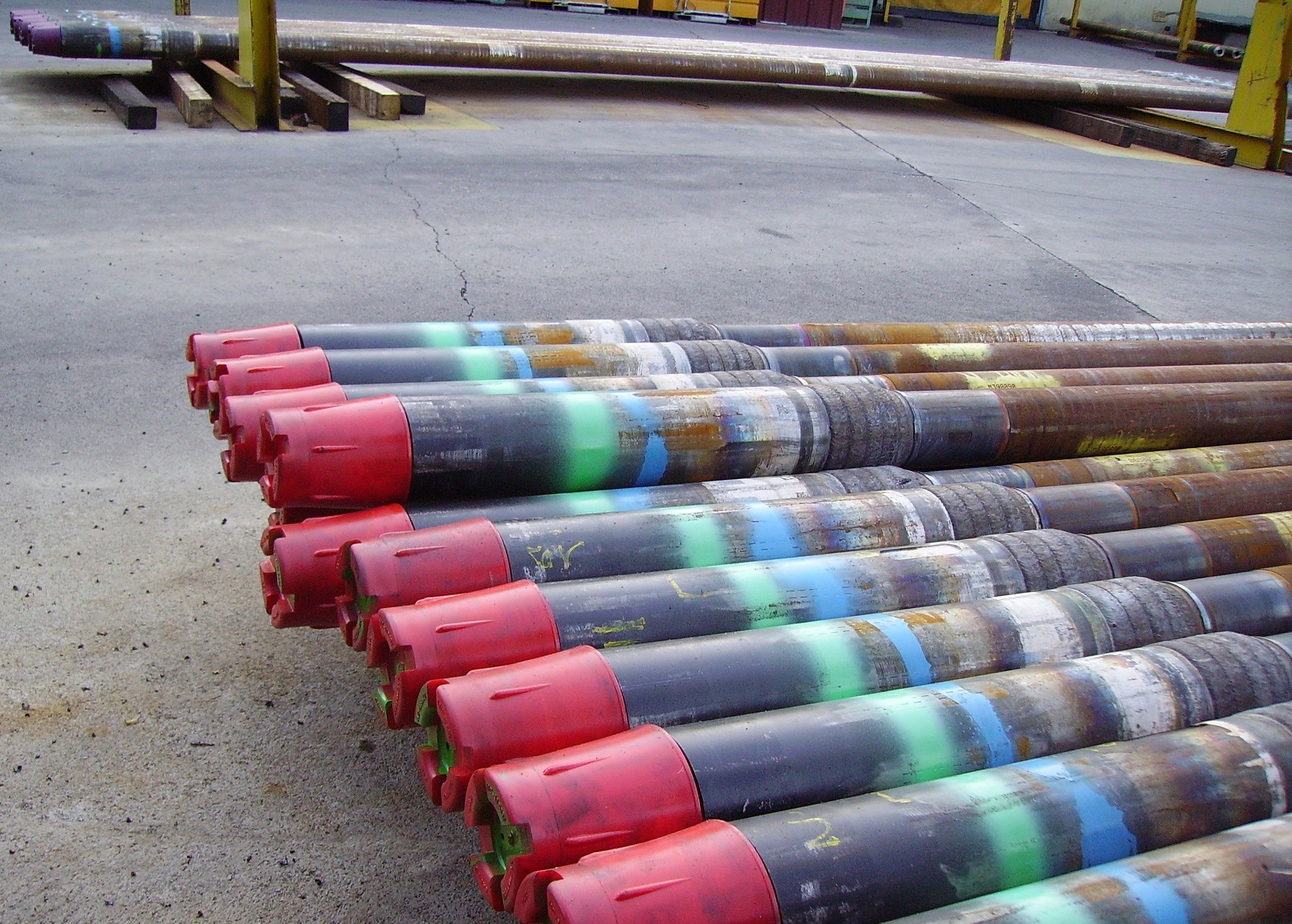
Tiges de forage en.

- tiges de forage : leur fonction est de transmettre de l'énergie hydraulique, permettant un contrôle directionnel, et de l'énergie mécanique. VAM Drilling produit des tiges de forage aux nuances API (E-75, x-95, G-105, S-135), des tiges de forage ultra-résistantes (>135 KSI) et des nuances spéciales pour le service Sour (protection contre le sulfure d'hydrogène H2S) ;

- tiges de forage lourdes : elles fournissent une transition graduelle des masse-tiges lourdes à des tiges de forage plus flexibles, empêchent la rupture par fatigue et simplifient le contrôle directionnel ;

- masses-tiges : pièces tubulaires à paroi épaisse qui fournissent du poids à la tête de forage, améliorant la performance de forage ;

- accessoires (kellys, vannes, joints, prises, protecteurs, etc.) ;

- systèmes de forage :
  - Hydroclean : conçu pour améliorer l'efficacité du nettoyage du puits, optimise la gestion de l'hydraulique et de la pression dans des puits à forage dirigé,
  - élévateurs de tiges de forage : complétion et travail sur colonne de forage.